# Mad Fox
Pour les articles homonymes, voir Fox.
Mad Fox est un groupe luxembourgeois de pop rock.

## Histoire

### Débuts
Fox, surnom attribué au groupe dans ses premières années, commence comme projet parallèle de l'ancien guitariste de punk rock Jimmy Leen. Il se fait connaître avec les groupes Angel at My Table et Versus You et enregistre une première démo de cinq chansons avec Charel Stoltz. Plus tard, d'autres musiciens se joignent au groupe, tous déjà actifs dans d'autres groupes musicaux. Le bassiste Tom Gatti était dans Eternal Tango et Spyglass, le batteur Dirk Kellen dans Dropjaw et The Jacob Conspiracy, Jérôme Klein dans Blue Shade et Pol Belardi's Force, tandis que la percussionniste Aloyse Weyler était dans The Carps.
L'EP Chasing 1993 sort en 2012. L'extrait Chasing '93 se déroule à la fin du film pour enfants luxembourgeois-allemand D'Schatzritter an d'geheimnis vm Melusina. Leur premier concert est joué en février 2013, avec Mutiny on the Bounty à l'Escher Kulturfabrik. La même année, ils se produisent également à la Fête de la musique à Diddeleng, et au Food for Your Senses, et font la première partie du concert de la chanteuse écossaise Amy Macdonald à la Rockhal,. L'année suivante, à l'automne, Fox joua au Mess for Masses.

### Fox
En 2015, ils se produisent à nouveau à la Rockhal, avant le concert du groupe irlandais The Script, au festival luxembourgeois Rock-A-Field. Le premier album éponyme, Fox, amène le groupe sur le marché en novembre. Les singles Fade into the Sun et Cool Cat sont de grands succès radiophoniques au Luxembourg. En 2016 et 2017, le groupe se produit au Rock am Knuedler et en mai, Daniel Balthasar sort le single Capacity, une collaboration avec Fox.

### Autres succès
À l'été 2018, Fox change son nom en Mad Fox pour une meilleure visibilité et sort le single Hush,. C'était la chanson non officielle du groupe pour la Coupe du monde de la FIFA 2018. La chanson est un grand succès, ce qui l'amène notamment à la première place du Eldoradio Chartbreaker. Le single suivant, Bubble, est diffusé 50 000 fois uniquement sur Spotify. Il atteint immédiatement le numéro 8 du Chartbreaker, et reçoit le prix de la « chanson de l'année » aux Luxembourg Music Awards. Hush et Bubble étaient les seules chansons d'artistes luxembourgeois à se classer respectivement 16e et 50e dans le classement 2018 des plus grands succès d'Eldoradio,.
Après une autre performance au Rock um Knuedler en juillet 2019, Mad Fox sort la chanson plus rock Who Pulls the Strings, avant de jouer au Rock de Schleek en août. L'année suivante, la dernière chanson sort. Anna est écoutée plus de 75 000 fois sur Spotify. Selon le chanteur Jimmy Leen, la chanson parle d'« un moment historique de la Seconde Guerre mondiale,. » Fox donne également d'autres concerts, dont le Rock Against Cancer 2021 à la Rockhal pour la Fondation Cancer Luxembourg et le fondation pour les enfants atteints de cancer.

## Discographie

### Album studio
- 2015 : Fox

### EP
- 2014 : Chasing 1993

### Singles
- 2012 : Chasing '93
- 2015 : Fade into the Sun
- 2016 : Back in My Mind
- 2016 : Cool Cat
- 2018 : Capacity (avec Daniel Balthasar)
- 2018 : Hush
- 2018 : Bubble
- 2019 : Who Pulls the Strings
- 2020 : Anna